# Sprimont
Sprimont är en kommun i Belgien.   Den ligger i provinsen Liège och regionen Vallonien, i den östra delen av landet, 100 km öster om huvudstaden Bryssel. Antalet invånare är 13 717.
I omgivningarna runt Sprimont växer i huvudsak blandskog. Runt Sprimont är det ganska tätbefolkat, med 83 invånare per kvadratkilometer.